# Llanxa de desembarcament Classe Chuhatsu
La Chuhatsu (中発) o llanxa de desembarcament de 13 m era un tipus de giny naval habilitat per fer desembarcaments, va ser utilitzat per la Marina Imperial japonesa durant la Segona Guerra Mundial. Era una versió més petita de la Classe Daihatsu, amb una rampa proa que s'abaixava per desembarcar soldats i material a la platja.
Va ser utilitzada per la Marina Imperial japonesa com a barca de servei auxiliar i de subministrament per creuers i també per transportar aeronaus lleugeres.